# Ordre du Mérite (Autriche)

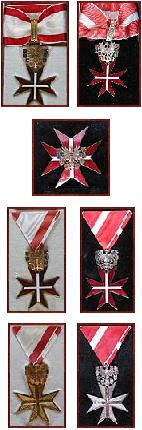
Les sept plus basses classes de la décoration.

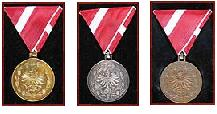
Les trois médailles en or, argent et bronze.

 (décembre 2023).
Si vous disposez d'ouvrages ou d'articles de référence ou si vous connaissez des sites web de qualité traitant du thème abordé ici, merci de compléter l'article en donnant les références utiles à sa vérifiabilité et en les liant à la section « Notes et références ».
Pour les articles homonymes, voir Ordre du Mérite.

L'ordre du Mérite, en allemand Ehrenzeichen für Verdienste um die Republik Österreich, littéralement la décoration d'Honneur pour services à la république d'Autriche, est la plus haute distinction de la république d'Autriche.

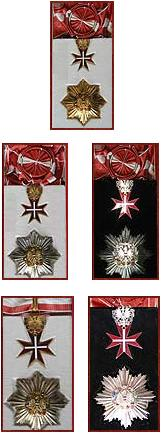
Les cinq plus hautes classes avec étoile de poitrine.

## Histoire
Après la Première Guerre mondiale, l'Empire austro-hongrois disparaît pour donner naissance à la première république d'Autriche. Elle se dote d'un ordre du Mérite (1922-1938) dont l'existence durera jusqu'à l'annexion de la république d'Autriche au IIIe Reich d'Hitler. 
À la fin de la Seconde Guerre mondiale, l'Autriche redevient une république souveraine. En 1952, la république d'Autriche restaure et modifie l'ancien ordre du Mérite autrichien. 
Chacune des neuf régions (Bundesländer) d'Autriche possède son propre système d'ordre régional. Mais l'ordre du Mérite est le principal ordre de la nation autrichienne.
Son nom actuel est Ehrenzeichen für Verdienste um die Republik Österreich (décoration d'Honneur pour services à la république d'Autriche).

## Grades
Restauré en 1952, le nouvel ordre du Mérite d'Autriche compte plusieurs grades, avec une forme de ruban en triangle (de couleur rouge et blanc). 
La présentation du ruban est différente selon qu'il s'agit d'une décoration attribuée à un homme ou à une femme. 
L'ordre se décline de la façon suivante : 
| Ruban | Grade en allemand                        | Traduction                              | Equivalence française   |
| ----- | ---------------------------------------- | --------------------------------------- | ----------------------- |
|       | Gross-Stern                              | Grande étoile                           | Grande étoile           |
|       | Grosses Goldenes Ehrenzeichen am Bande   | Grande décoration en or avec ruban      | Grand-croix d'or        |
|       | Grosses Silbernes Ehrenzeichen am Bande  | Grande décoration en argent avec ruban  | Grand-croix d'argent    |
|       | Grosses Goldenes Ehrenzeichen mit Stern  | Grande décoration en or avec étoile     | Grand officier d'or     |
|       | Grosses Silbernes Ehrenzeichen mit Stern | Grande décoration en argent avec étoile | Grand officier d'argent |
|       | Grosses Goldenes Ehrenzeichen            | Grande décoration en or                 | Commandeur d'or         |
|       | Grosses Silbernes Ehrenzeichen           | Grande décoration en argent             | Commandeur d'argent     |
|       | Grosses Ehrenzeichen                     | Grande décoration                       | Officier                |
|       | Goldenes Ehrenzeichen                    | Décoration en or                        | Chevalier d'or          |
|       | Silbernes Ehrenzeichen                   | Décoration en argent                    | Chevalier d'argent      |
|       | Goldenes Verdienstzeichen                | Mérite d'or                             | Insigne d'or            |
|       | Silbernes Verdienstzeichen               | Mérite d'argent                         | Insigne d'argent        |
|       | Goldene Medaille                         | Médaille d'or                           | Médaille d'or           |
|       | Silberne Medaille                        | Médaille d'argent                       | Médaille d'argent       |
|       | Bronzene Medaille                        | Médaille de bronze                      | Médaille de bronze      |